# Katolska östkyrkor
Katolska östkyrkor, också kallade östkatolska kyrkor, östliga katolska kyrkor (kyrkslaviska: Восточнокатолическїе це́ркви), orientaliska katolska kyrkor eller unierade kyrkor, är autonoma och östliga delkyrkor med östlig rit, som står i full kommunion med den Romersk-katolska kyrkan.
Tillsammans med de Östliga ortodoxa, Östliga protestantiska, Orientaliska och ''Sanna ortodoxa'' kyrkorna utgör de den Östliga kyrkan.
De östliga katolska kyrkorna tillämpar egen liturgisk rit och kyrkorätt men räknas som lika mycket en del av den romersk-katolska kyrkan som den västliga latinska kyrkan. Numera[när?] benämns dessa kyrkor vanligen som orientaliska riter inom den katolska kyrkan eller som katolska grupper med östlig rit. Den ukrainska grekisk-katolska kyrkan benämner sig ännu unierad.
Den äldsta östkatolska kyrkan är den syrisk-maronitiska kyrkan i Libanon som själv anser att den andliga och juridiska unionen med Rom aldrig bröts, även om de formella banden återknöts på 1100-talet. 

## Historik

### Bakgrund
De östkatolska kyrkorna har sitt ursprung i Östeuropa, Östafrika, Nordafrika, Mellanöstern och södra Indien. Men sedan 1800-talet har kyrkorna spridit sig till Västeuropa, Amerika och Oceanien delvis på grund av förföljelse. 

### Ortodoxa kyrkorna
De flesta av de östkatolska kyrkorna har förr tillhört de östliga ortodoxa, orientaliska ortodoxa kyrkorna eller den historiska kyrkan i öst. Dessa kyrkor genomgick olika schismer genom historien.
Gemensamt är att de till skillnad från de östliga och orientaliska ortodoxa kyrkorna erkänner biskopen av Rom, påvens överhöghet och står i full kommunion med Heliga stolen.

## Sverige
I Sverige existerar Vikariatet för de östkatolska kyrkorna i Sverige som självbestämmande mission sui juris för de av romersk-katolska kyrkans orientalisk-katolska kyrkor som finns representerade i landet.
Kyrkorna som ingår där är Armenisk-katolska kyrkan, Eritreansk-katolska kyrkan, Kaldeisk-katolska kyrkan, Syrisk-katolska kyrkan, Syrisk-maronitiska kyrkan och Syro-malabariska katolska kyrkan.

## Anhängare
Medlemmarna av de östkatolska kyrkorna kallas ibland uniater (ett nyord i 13:e upplagan av Svenska Akademiens ordlista över svenska språket, 2006).
De östkatolska kyrkorna utgör en liten andel av medlemskapet i den katolska kyrkan jämfört med den latinska kyrkan, som har över 1,2 miljarder medlemmar. 
Från en statistik 2017 visade att de fyra största östkatolska samfunden var:
- Ukrainska grekisk-katolska kyrkan med 4,5 miljoner medlemmar (ungefär 25% av alla östkatoliker)
- Syro-malabariska katolska kyrkan med 4,3 miljoner medlemmar (24%)
- Maronitiska kyrkan med 3,5 miljoner medlemmar (20%)
- Melkitiska grekisk-katolska kyrkan med 1,6 miljoner medlemmar (9%)

## Språk
Liturgiskt använder de Östkatolska kyrkorna olika språk som kyrkslaviska, grekiska, syriska och arabiska beroende på vilken kyrka. Även lokala folkspråk används.
Därmed används kyrkslaviska inom de slavisktalande Östkatolska kyrkorna, som exempelvis Grekisk-katolska kyrkan i Kroatien och Serbien, grekiskan inom den Grekiska bysantinska katolska kyrkan, syriska inom den Syrisk-katolska kyrkan och arabiska inom den Syrisk-maronitiska kyrkan.

## Statistisk översikt över östkatolska kyrkor
| Namn                                       | Kyrkorättslig ställning | Medlemskap | Stift m m | Biskopar | Liturgisk tradition |
| ------------------------------------------ | ----------------------- | ---------- | --------- | -------- | ------------------- |
| Albanska grekisk-katolska kyrkan           | Biskopskyrka            | 3 845      | 1         | 1        | Bysantinsk          |
| Armenisk-katolska kyrkan                   | Patriarkkyrka           | 593 459    | 17        | 15       | Armenisk            |
| Bulgariska grekisk-katolska kyrkan         | Biskopskyrka            | 10 000     | 1         | 1        | Bysantinsk          |
| Kaldeisk-katolska kyrkan                   | Patriarkkyrka           | 490 371    | 22        | 17       | Antiokensk          |
| Koptisk-katolska kyrkan                    | Patriarkkyrka           | 163 630    | 7         | 10       | Alexandrinsk        |
| Etiopiska katolska kyrkan                  | Metropolitkyrka         | 229 547    | 6         | 7        | Alexandrinsk        |
| Kroatiska grekisk-katolska kyrkan          | Biskopskyrka            | 58 915     | 3         | 4        | Bysantinsk          |
| Grekisk-bysantinska katolska kyrkan        | Biskopskyrka            | 2 525      | 2         | 1        | Bysantinsk          |
| Ungerska grekisk-katolska kyrkan           | Biskopskyrka            | 290 000    | 2         | 2        | Bysantinsk          |
| Italiensk-albanska grekisk-katolska kyrkan | Biskopskyrka            | 61 487     | 3         | 2        | Bysantinsk          |
| Syrisk-maronitiska kyrkan                  | Patriarkkyrka           | 3 290 539  | 25        | 41       | Antiokensk          |
| Melkitiska grekisk-katolska kyrkan         | Patriarkkyrka           | 1 614 604  | 25        | 30       | Bysantinsk          |
| Rumänska grekisk-katolska kyrkan           | Ärkebiskopskyrka        | 707 452    | 6         | 8        | Bysantinsk          |
| Rutenska grekisk-katolska kyrkan           | Metropolitkyrka (i USA) | 646 243    | 6         | 7        | Bysantinsk          |
| Slovakiska grekisk-katolska kyrkan         | Metropolitkyrka         | 239 394    | 4         | 5        | Bysantinsk          |
| Syrisk-katolska kyrkan                     | Patriarkkyrka           | 158 818    | 14        | 10       | Antiokensk          |
| Syro-malabariska kyrkan                    | Ärkebiskopskyrka        | 3 828 591  | 27        | 40       | Antiokensk          |
| Syro-malankariska katolska kyrkan          | Ärkebiskopskyrka        | 420 081    | 6         | 8        | Antiokensk          |
| Ukrainska grekisk-katolska kyrkan          | Ärkebiskopskyrka        | 5 350 735  | 31        | 44       | Bysantinsk          |
| Övriga jurisdiktioner                      | Ordinariat              | 147 600    | 5         | -        | ..                  |

## Bilder

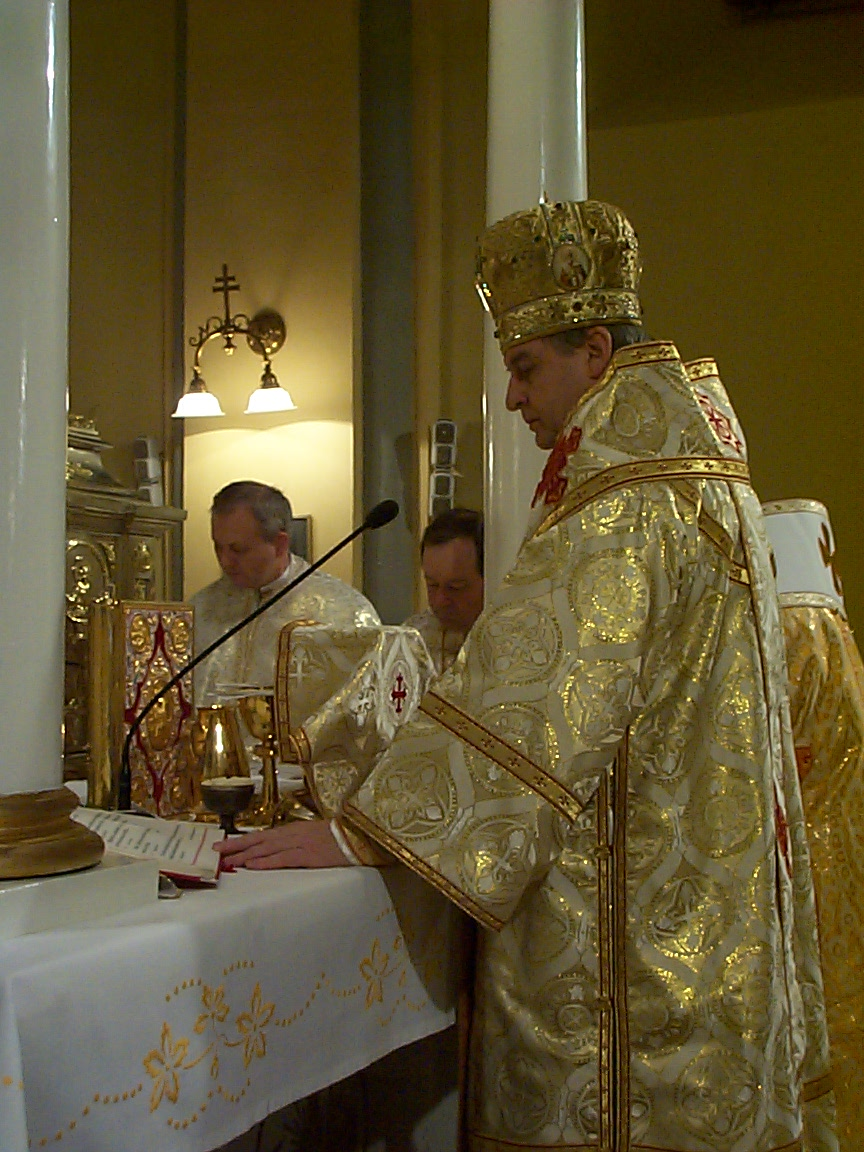
Östkatolsk biskop celebrerar den gudomliga liturgin i Prešov, Slovakien
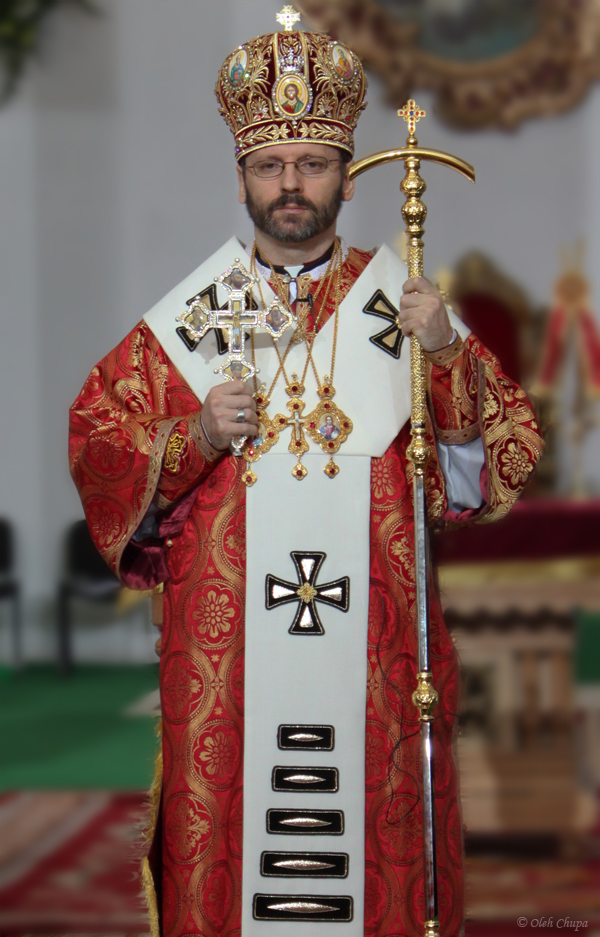
Ukrainska grekisk-katolska kyrkans storärkebiskop, Sviatoslav Shevchuk
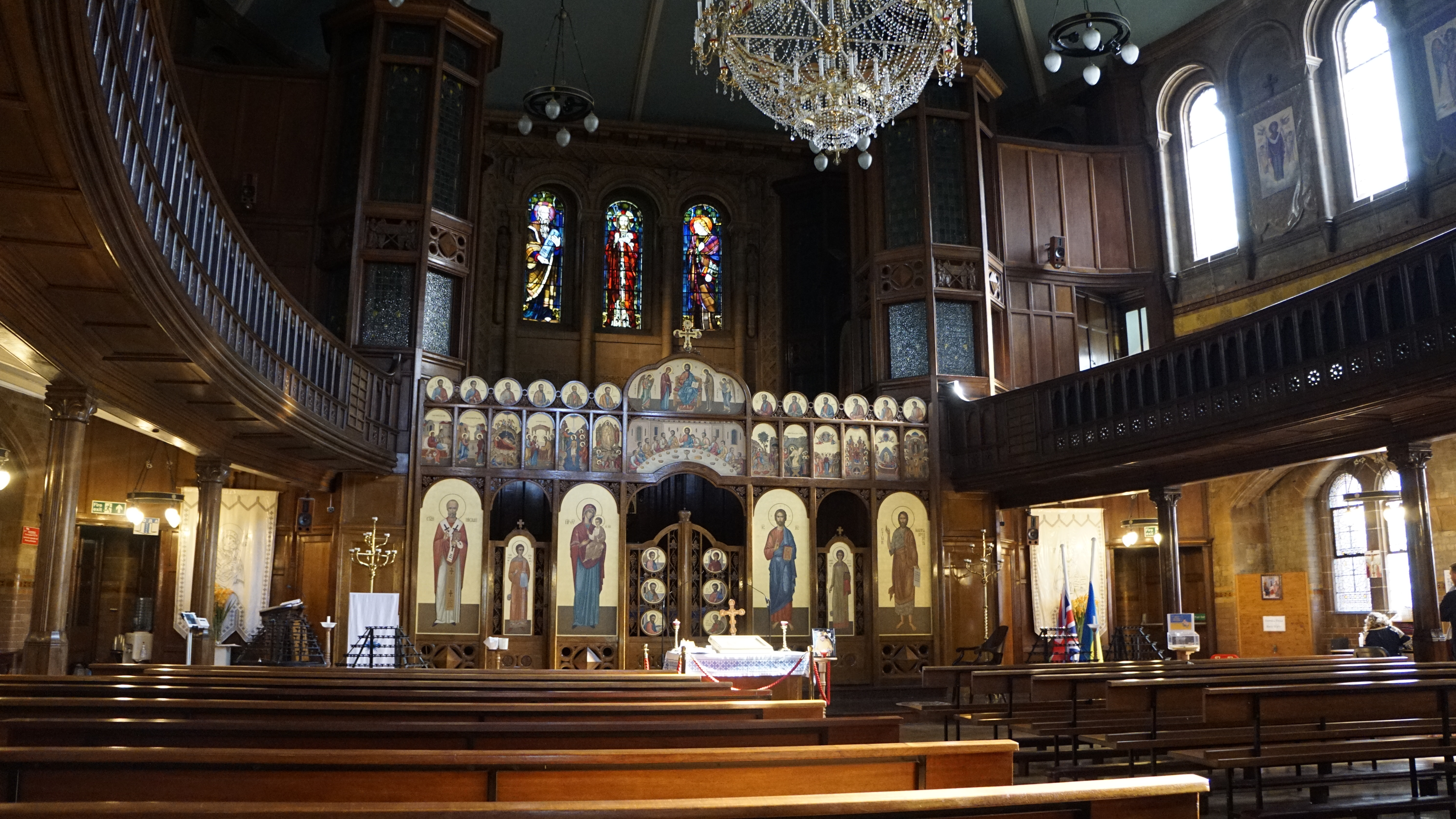
Interiören i en ukrainsk grekisk-katolsk katedral i London, Storbritannien